# Sabacheira
Sabacheira es una freguesia portuguesa del concelho de Tomar, con 34,35 km² de superficie y 1.115 habitantes (2001). Su densidad de población es de 32,5 hab/km².